# 拡散燃焼
拡散燃焼（かくさんねんしょう）とは、燃焼の一形態。燃焼の維持に必要な酸素が炎の外から拡散によって入ってくる形式のものであり、火災、ジェットエンジン、工業炉バーナーなど、最も多く見られる現象である。発火（自己着火）と熱膨張を利用したディーゼルエンジンは超拡散燃焼と呼ばれる。
対してあらかじめ酸素と混合した可燃性気体（混合気）の燃焼形態を予混合燃焼と呼ぶ。

## 概要
拡散燃焼と予混合燃焼との相違は、ブンゼンバーナーを考えてみれば理解しやすい。ブンゼンバーナーは下部にねじで調節する隙間である空気供給口があって、可燃ガスと酸素源である空気とがあらかじめ混合されて送られ燃焼する。これが予混合燃焼である。
ブンゼンバーナーの空気供給口を閉めて空気が入り込まないようにすると、バーナーの管口からは可燃ガスだけが噴出し、周囲の空気が両側から火炎面に回って互いに拡散しあって混合しながら燃焼範囲の濃度になった部分で火炎をあげて燃焼を続けていく。この燃焼は、周囲の空気の供給によって行われているので、定常燃焼となって爆発はしない。
しかし実際には予混合火炎と拡散火炎とは区別がつきにくい。なぜなら、ブンゼンバーナーで完全な予混合火炎を作っておき、次に空気供給口を少しずつ閉めて空気供給を徐々に減少させていくとき、完全な拡散火炎が作られるまでの経過を観察しても2つの境界の特定が困難だからである。

## 層流拡散火炎と乱流拡散火炎
前述した空気供給口を閉めたブンゼンバーナーの場合のように、細長い管から可燃ガスが噴出して燃えているときに、噴出速度の小さいときにはガスの流れは層流であり、このときは安定した燃焼となる。
火炎の長さはほぼ流速に比例すると同時に燃料の流量によって定まるので、噴流速度を増していくと火炎の高さは大きくなっていく。しかし、ある程度まで速度が上がると火炎の境界は先端から崩れ始め、火炎は下方へ広がると同時に高さが縮まっていく。さらに速度を上げると火炎の高さはほとんど一定となり、火炎の境界は激しく動揺し騒音を発するようになる。このとき噴流は乱流となっている。噴流速度をさらに上げると火炎が管口から離れて浮き上がった状態が見られる。これを「火炎の吹き飛び」という。このとき火炎は吹き消されてしまうこともあるが、大抵の場合は空中に浮いたままで燃焼が続く。さらに流速を上げると吹き消えが起こるが、流速を下げると火炎が再びバーナーの縁につくようになる。これを「火炎のもどり」という。
火炎の高さが噴流速度と共に大きくなっている間は層流なので、層流拡散火炎といい、火炎の高さが噴流速度と無関係になっている範囲では乱流状態となっているので乱流拡散火炎というのである。